# Dinoprora
Dinoprora là một chi bướm đêm thuộc họ Noctuidae.